# Financiación del vendedor
La financiación del vendedor, también conocida como "vendor financing" o "seller financing", es una modalidad de financiación en operaciones de fusiones y adquisiciones (M&A) o de compraventa de empresas donde el vendedor acepta recibir una parte del precio de venta de forma aplazada, actuando efectivamente como prestamista del comprador. Esta práctica es especialmente común en transacciones de pequeñas y medianas empresas (PYMES), donde el acceso a financiación bancaria tradicional puede ser limitado o poco atractivo para el comprador.
En este tipo de estructura financiera, el vendedor típicamente recibe un pago inicial (down payment) en el momento del cierre de la transacción (entre 10 - 50% del precio total), mientras que el resto del precio de compra se estructura como un préstamo que el comprador deberá pagar en un plazo acordado, generalmente con intereses. Esta modalidad de financiación representa una solución práctica para cerrar la brecha entre las expectativas de precio del vendedor y la capacidad o disposición de pago inmediato del comprador.

## Características principales

### Estructura típica
La financiación del vendedor se estructura típicamente como un préstamo documentado mediante un pagaré o contrato de préstamo, que se firma simultáneamente con el contrato de compraventa. La estructura suele incluir un calendario de pagos definido, con cuotas que pueden ser mensuales, trimestrales o anuales, dependiendo del acuerdo entre las partes.

### Porcentajes habituales de financiación
En el mercado de PYMES, el comprador realiza un pago inicial o entrada (down payment) que generalmente representa entre el 10% y el 50% del precio de venta. Los porcentajes varían según factores como el tamaño de la transacción, el sector de actividad y el perfil de riesgo de la operación. Consecuentemente, el vendedor suele financiar el resto del precio total de la transacción.

### Plazos y condiciones financieras
Los plazos de financiación habitualmente oscilan entre 3 y 7 años, aunque pueden extenderse hasta 10 años en casos excepcionales. Los tipos de interés suelen situarse entre 2% y 5% por encima de los tipos de referencia bancarios, reflejando el mayor riesgo asumido por el vendedor en comparación con un préstamo bancario tradicional. Es decir, si el tipo de interés bancario para empresas es 5%, el contrato de financiación por el vendedor puede tener un interés entre 7% - 10%.

## Ventajas y beneficios

### Ventajas y beneficios para el vendedor
La financiación del vendedor ofrece varios beneficios significativos para la parte vendedora:
- Ampliación de compradores potenciales, al facilitar el acceso a la transacción a candidatos con menor disponibilidad de recursos inmediatos
- Posibilidad de obtener un precio de venta más elevado como compensación por la financiación otorgada
- Potencial tratamiento fiscal favorable al distribuir la recepción del precio en varios ejercicios fiscales
- Mantenimiento de cierto grado de vinculación con la empresa, lo que puede favorecer la transición y transferencia de conocimiento

### Ventajas y beneficios para el comprador
Los compradores encuentran múltiples ventajas en esta modalidad de financiación:
- Acceso a financiación cuando la bancaria no está disponible o resulta insuficiente
- Mayor flexibilidad en la estructuración de los pagos en comparación con la financiación tradicional
- Proceso de aprobación más ágil y menos burocrático que con entidades financieras
- Posibilidad de negociar condiciones más adaptadas a las características específicas del negocio
- Señal positiva sobre la confianza del vendedor en la viabilidad futura del negocio

### Aspectos fiscales relevantes
La financiación del vendedor puede presentar ventajas fiscales para ambas partes:
- Para el vendedor, permite diferir el impacto fiscal de la plusvalía al distribuir los cobros en varios ejercicios
- Los intereses pagados por el comprador generalmente son fiscalmente deducibles
- Posibilidad de estructurar la operación de manera fiscalmente eficiente, por ejemplo, mediante la combinación con otros mecanismos como el earn-out[5]
- En algunas jurisdicciones, puede facilitar la aplicación de beneficios fiscales específicos para la transmisión de empresas familiares

La implementación de estas ventajas fiscales requiere un análisis detallado de la normativa aplicable en cada jurisdicción y una estructuración cuidadosa de la operación para asegurar su eficiencia fiscal dentro del marco legal vigente.

## Riesgos y consideraciones

### Riesgos para el vendedor y su mitigación
La posición del vendedor como financiador conlleva diversos riesgos significativos:

#### Riesgo de impago: Incumplimiento de los pagos por parte del comprador, especialmente si el negocio no evoluciona según lo previsto.
Mitigación del riesgo: 
- Establecimiento de garantías sólidas (personales y reales)
- Implementación de un sistema de alertas tempranas mediante compromisos y ratios financieros de obligado cumplimiento
- Establecimiento de garantías sobre las acciones o participaciones vendidas, donde estas quedan como aval del pago pendiente
- Reserva de dominio sobre activos clave

#### Pérdida de control con exposición económica: Mantener exposición económica sin capacidad de influir en las decisiones de gestión.
Mitigación del riesgo: 
- Establecimiento de derechos de veto sobre decisiones críticas
- Sistema de reporting periódico obligatorio
- Derecho de auditoría sobre aspectos clave del negocio
- Presencia en el consejo de administración como observador

#### Deterioro del valor empresarial: Reducción del valor de la empresa que sirve como garantía implícita del pago.
Mitigación del riesgo: 
- Restricciones a la venta de activos clave
- Limitaciones al reparto de dividendos
- Obligación de mantener seguros específicos
- Definición de ratios financieros mínimos

### Riesgos para el comprador y su mitigación
El comprador también enfrenta riesgos específicos en esta modalidad:

#### Rigidez en las obligaciones de pago: Necesidad de cumplir con pagos fijos independientemente del rendimiento del negocio.
Mitigación del riesgo: 
- Estructuración de pagos vinculados a la generación de caja
- Inclusión de períodos de carencia
- Mecanismos de ajuste temporal de cuotas en situaciones predefinidas
- Cláusulas de flexibilidad en caso de eventos extraordinarios

#### Limitaciones en la gestión: Restricciones operativas debido a las cláusulas de protección del vendedor.
Mitigación del riesgo: 
- Definición clara y acotada de las decisiones que requieren aprobación
- Establecimiento de umbrales materiales para las restricciones
- Mecanismos ágiles de aprobación para decisiones urgentes
- Procedimientos de resolución rápida de discrepancias

#### Riesgo de aceleración del pago: Vencimiento anticipado por incumplimiento de las obligaciones contractuales y compromisos financieros.
Mitigación del riesgo:
- Períodos de subsanación adecuados
- Definición de niveles graduales de incumplimiento
- Mecanismos de regularización mediante aportaciones de capital
- Posibilidad de renegociación en casos específicos

## Compromisos financieros y operativos
En la financiación del vendedor, es común establecer una serie de compromisos contractuales (conocidos en inglés como "covenants") que el comprador debe cumplir durante la vigencia del préstamo. Estos incluyen:
- Compromisos financieros: Mantenimiento de ciertos ratios como nivel de endeudamiento, cobertura de intereses o capital circulante mínimo
- Compromisos operativos: Limitaciones en inversiones, ventas de activos o cambios en el negocio
- Compromisos de información: Obligación de proporcionar estados financieros y otras informaciones relevantes
- Compromisos negativos: Restricciones sobre nuevas deudas, reparto de dividendos o cambios en la gestión

El incumplimiento de estos compromisos puede desencadenar diferentes consecuencias, desde la necesidad de subsanación hasta el vencimiento anticipado del préstamo.

## Casos de uso común
La financiación del vendedor encuentra su aplicación más frecuente en determinados contextos empresariales, destacando especialmente en los traspasos de empresas familiares, las ventas a empleados y las operaciones con pequeñas y medianas empresas (PYMES).

### Traspasos familiares
En el ámbito de la empresa familiar, esta modalidad de financiación resulta particularmente útil durante los procesos de sucesión generacional. Su aplicación es relevante cuando los herederos o sucesores, a pesar de contar con la experiencia y capacidad necesarias para gestionar el negocio, no disponen del capital suficiente para adquirir la empresa. Esta fórmula permite además mantener una transición gradual del negocio, donde el vendedor - generalmente el fundador o un miembro senior de la familia - permanece vinculado a la empresa durante el período de financiación, facilitando así la transferencia de conocimiento y relaciones comerciales. La confianza inherente a los lazos familiares suele permitir estructuras de financiación más flexibles y con menores requisitos de garantías formales.

### Ventas a empleados
Otro contexto frecuente se produce en las ventas a empleados o directivos de la propia empresa. Los procesos de Management Buy Out (MBO) representan un caso típico, donde el equipo directivo adquiere la propiedad del negocio que gestiona. En estas situaciones, el conocimiento profundo que los compradores tienen del negocio reduce el riesgo percibido por el vendedor. También es común en la transformación de empresas en cooperativas o sociedades laborales, donde un grupo de empleados asume la propiedad colectiva del negocio. En estos casos, la financiación del vendedor puede ser el único medio viable para materializar la transacción, dada la habitual limitación de recursos financieros de los empleados.

### Sectores de aplicación más frecuente
La utilización de esta modalidad de financiación muestra una marcada prevalencia en determinados sectores empresariales. Las empresas de servicios profesionales, como consultorías y despachos profesionales, representan uno de los campos más propicios, dado que su valor reside principalmente en el capital humano y las relaciones con clientes. Los comercios minoristas con trayectoria probada también son candidatos frecuentes, especialmente en traspasos donde el conocimiento del mercado local es crucial.
En el sector industrial, son las empresas de tamaño medio las que más recurren a esta modalidad, particularmente cuando poseen un fuerte componente de conocimiento técnico o industrial específico. Las empresas tecnológicas representan otro sector relevante, especialmente aquellas cuyo valor se basa principalmente en activos intangibles, como patentes, software o know-how tecnológico, que tradicionalmente encuentran más dificultades para acceder a financiación bancaria convencional.
La presencia de esta modalidad de financiación es especialmente significativa en negocios con fuerte arraigo local o regional, donde el conocimiento del mercado y las relaciones comerciales establecidas son fundamentales para el éxito de la transición. En estos casos, la participación continuada del vendedor durante el período de financiación contribuye a preservar estas relaciones y facilitar una transición ordenada del negocio.

## Modalidades y variantes
- Vendor note
- Earn-out
- Vendor loan
- Otras estructuras híbridas